# چاله خونی
چاله خونی، روستایی از توابع بخش مرکزی شهرستان طوالش در استان گیلان ایران است.

## جمعیت
این روستا در دهستان طولارود قرار دارد و براساس سرشماری مرکز آمار ایران در سال ۱۳۸۵، جمعیت آن ۱۵۸ نفر (۳۹خانوار) بوده‌است.